# Mats Odell
Mats Christer Johannes Odell, né le 30 avril 1947 à Värnamo, est un homme politique suédois membre des Chrétiens-démocrates (KD).
Il est ministre des Affaires locales de la Suède de 2006 à 2010, après avoir été ministre des Transports au début des années 1990.

## Biographie
En 1967, il étudie les sciences économiques pendant un an, puis ajoute les affaires à son cursus de l'Université de Stockholm, qui s'achève en 1973. Vingt-cinq ans plus tard, il est élu membre du conseil général de la banque de Suède, où il siège jusqu'en 2006.
Marié avec Elisabeth Odell, il est père de quatre enfants et vit à Stockholm.

## Carrière politique

### Au sein de son parti
Mats Odell est élu président des Jeunes chrétiens-démocrates en 1973 et intègre alors de droit le comité directeur de l'Unité chrétienne démocrate (KDS). Il y siège encore, mais abandonne la présidence de l'organisation de jeunesse en 1981.
Désigné second Vice-président de son parti en 2005, il siège également au sein du bureau politique du Parti populaire européen (PPE).

### Au sein des institutions
En 1975, il est élu au conseil municipal de Vallentuna et entre à l'exécutif municipal. Il renonce à ces fonctions à la suite de son élection au Riksdag en 1991. Le 4 octobre suivant, il est nommé ministre des Communications dans le gouvernement de centre droit de Carl Bildt. Il doit renoncer à ces fonctions en 1994, après la victoire du Parti social-démocrate suédois des travailleurs aux législatives.
Au Riksdag, il est notamment Vice-président de la commission des Finances entre 1998 et 2002.
Le 6 octobre 2006, Mats Odell est désigné ministre des Affaires locales et des Marchés financiers de la Suède par Fredrik Reinfeldt. Il quitte le gouvernement à la fin de son mandat, le 5 octobre 2010.